# Eta Leporis
Eta Leporis (16 Leporis) é uma estrela na direção da constelação de Lepus. Possui uma ascensão reta de 05h 56m 24.32s e uma declinação de −14° 10′ 04.9″. Sua magnitude aparente é igual a 3.71. Considerando sua distância de 49 anos-luz em relação à Terra, sua magnitude absoluta é igual a 2.82. Pertence à classe espectral F1V.